# ديفيد غولاب
ديفيد غولاب (بالإنجليزية: David Golub)‏ هو عازف بيانو أمريكي، ولد في 22 مارس 1950 في شيكاغو في الولايات المتحدة، وتوفي في 16 أكتوبر 2000 في ميلانو في إيطاليا بسبب سرطان الرئة.

## وصلات خارجية
- ديفيد غولاب على موقع IMDb (الإنجليزية)
- ديفيد غولاب على موقع ميوزك برينز (الإنجليزية)
- ديفيد غولاب على موقع ديسكوغز (الإنجليزية)